# 藍嶺山脈
藍嶺山脈（英語：Blue Ridge Mountains）是美國東南部的山脈，為阿帕拉契山脈的東段。從賓夕法尼亞州南部起，經馬里蘭州、維吉尼亞州和北卡羅萊納州到喬治亞州，東北－西南走向延伸約1050公里。沿線包含有布拉許山和大煙山等較具代表性的山脈，而最高峰米切爾峰海拔2037公尺。大煙山和謝南多厄國家公園則以森林景色聞名。